# Islam en Roumanie

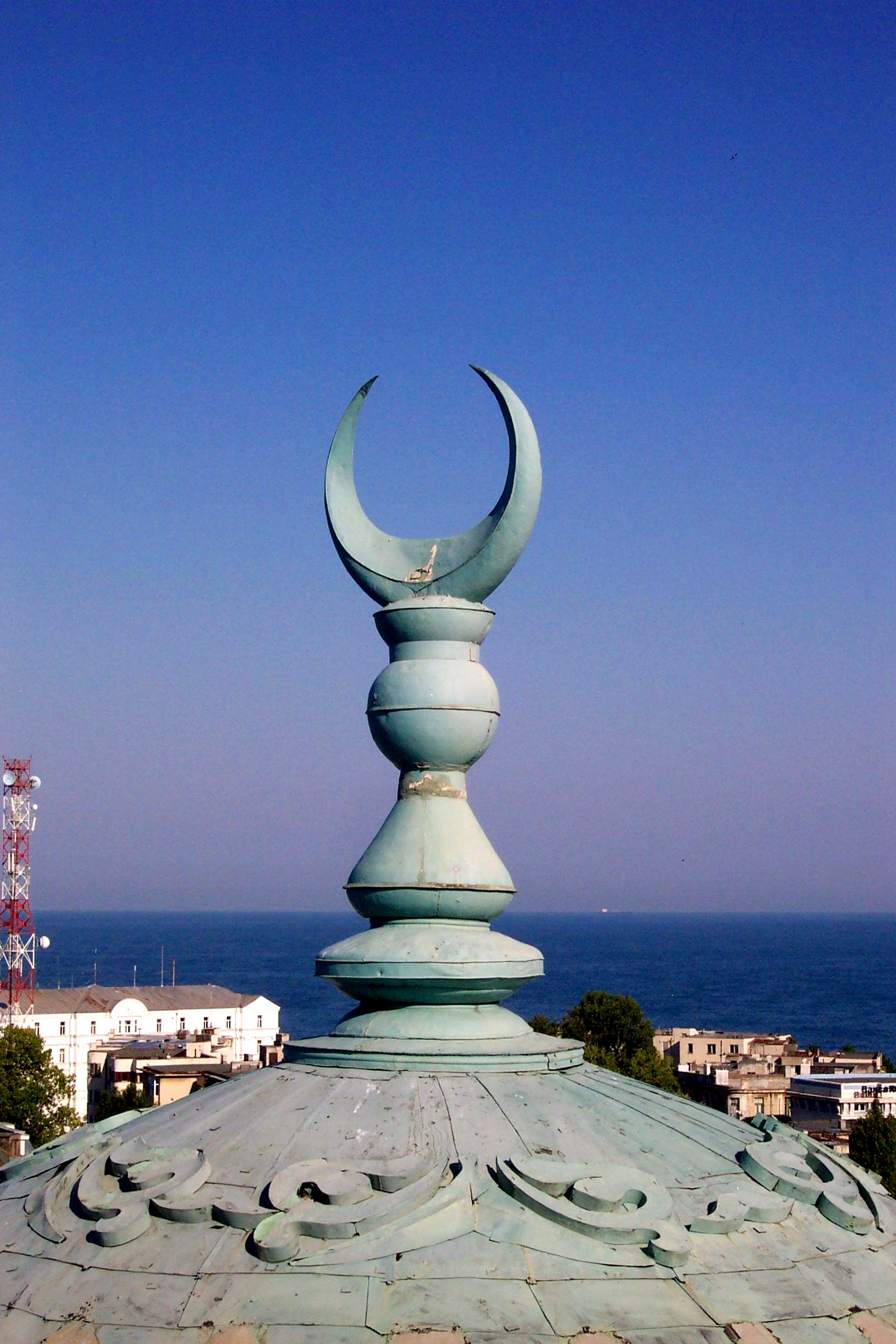
Le dôme de la grande mosquée de Constanța, élevée en 1911 par le roi Carol Ier pour la communauté musulmane de la ville.

L’islam est une religion pratiquée en Roumanie par environ 0,3 % de la population. Elle est présente depuis plus de 600 ans dans le pays, en particulier dans la région traditionnelle de Dobrogée, une province de la côte de la mer Noire qui a fait partie de l'Empire ottoman pendant presque cinq siècles (1422-1878).

## Démographie
Selon le recensement de la population de 2011, la Roumanie compte 64 337 musulmans, en majorité sunnites hanéfites, héritage de l'Empire ottoman. 41,8 % d'entre eux sont issus de la communauté turque de Roumanie, 30,1 % de la communauté tatare de Roumanie, 9,8 % de la majorité roumaine et 5,2 % de la communauté rom, alors que 10,7 % a déclaré appartenir à une autre ethnie : Libanais, Syriens, Égyptiens, Jordaniens ou Palestiniens (c'est de ces derniers qu’est issu le secrétaire d’État à la Santé de 2007 à 2015, le Dr Raëd Arafat). 67 % de ces musulmans vivent dans le județ de Constanța, 14 % à Bucarest, 5 % dans le județ de Tulcea et les autres vivent dans des centres urbains comme Timișoara, Cluj-Napoca, Iași, Călărași...
La communauté musulmane roumaine est représentée par la Liga Islamică și Culturală din România (« Ligue islamique et culturelle de Roumanie »).

## Histoire

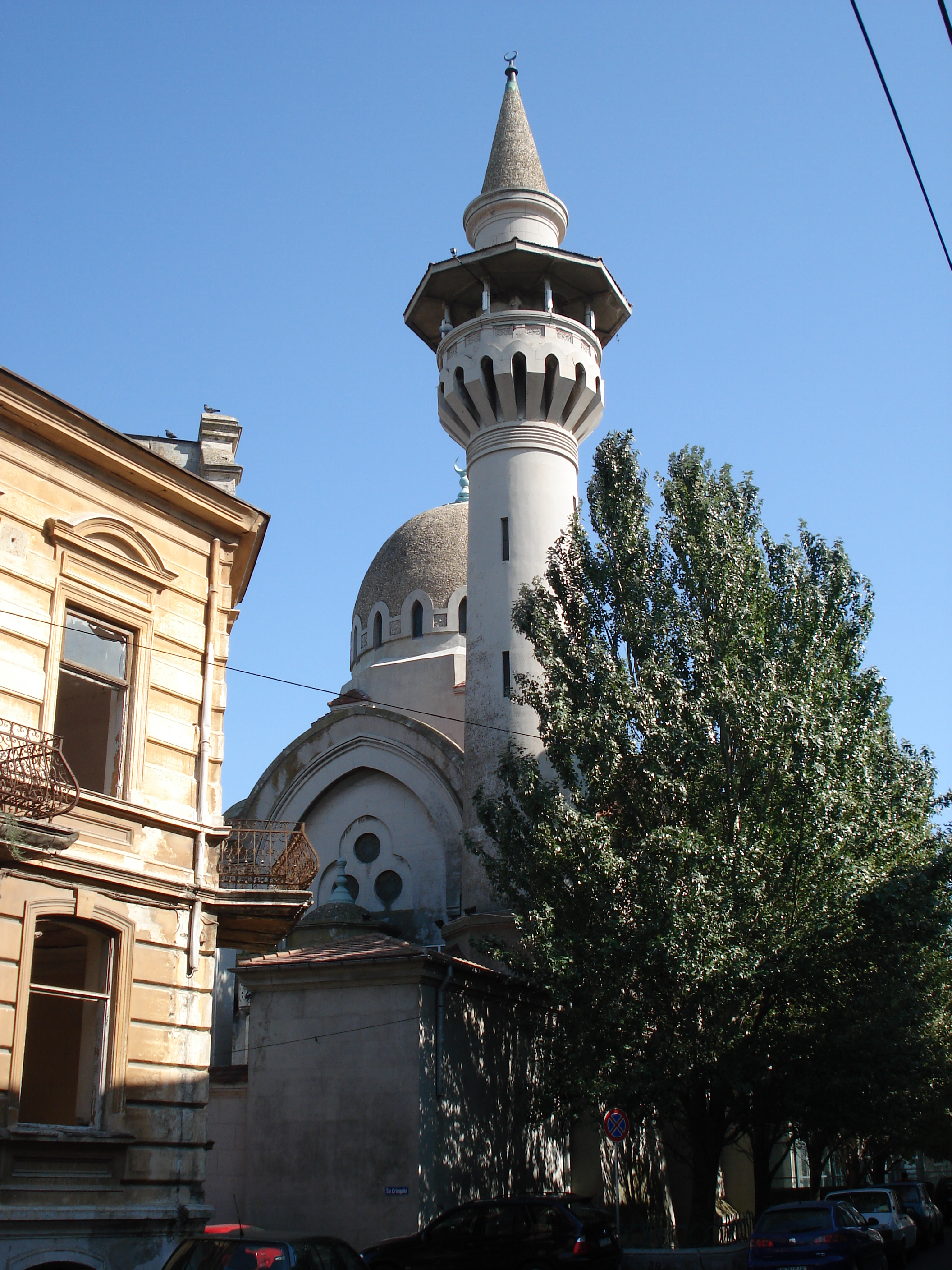
Mosquée Carol I de Constanța.

Contrairement à ce qui se passe en Europe occidentale où beaucoup de musulmans sont des immigrés récents, souvent en situation socio-économique modeste et issus d'anciens empires coloniaux, en Roumanie les musulmans, Roms exceptés, sont en général d’implantation fort ancienne, et ont été, durant des siècles, en situation socio-économique et politique dominante, notamment aux époques de la Horde d'or tatare (XIIIe siècle) et de l’Empire ottoman turc (du XVe siècle au XIXe siècle). De ce fait, ils ont un niveau d’instruction généralement élevé, leur islam (sunnite hanéfite) est modéré, et beaucoup sont propriétaires fonciers (même s’ils en ont été privés durant la période communiste). Les Arabes venus du Moyen-Orient depuis la fin du XXe siècle ont aussi un niveau d’éducation élevé, et pratiquent un islam sunnite hanafite. Traditionnellement, les musulmans considèrent la Roumanie comme située dans le Dar el Ahd (« maison du pacte », en arabe : دار العهد, terme décrivant la relation de l’Empire ottoman avec les principautés roumaines tributaires).
La communauté musulmane s’est historiquement constituée à partir d’apports venus à différentes époques et de différents horizons :
- au XIIIe siècle arrivent les Tatars de la Horde d'or et au XVe siècle ceux du Khanat de Crimée[4], tantôt de manière indépendante, tantôt comme mercenaires des états de l’époque (Tsarat Bulgaro-Valaque, Despotat de Dobrogée…) : initialement chamanistes ou tengristes, ils passent à l’islam sunnite au contact des Turcs ottomans ;
- au XVe siècle les Turcs ottomans, déjà musulmans, font de la Dobrogée l’une des provinces de leur empire (ce qui n’était pas le cas des autres pays roumains) et y colonisent des bergers turcs selçuks venus d’Anatolie (Konya'dan çobanları) ;
- en 1812, l’Empire russe annexe, au nord des bouches du Danube, la raya ottomane appelée en turc Bucak et en roumain Bessarabie[5], où vivaient des populations musulmanes (Turcs, Tatars Nogay et Tatars de Crimée) ; les Tzars et les Sultans procèdent alors à un échange de populations : les musulmans du Bucak expulsés vers la Dobrogée encore ottomane pendant la guerre russo-turque de 1806-1812, sont remplacés par un nombre équivalent (autour de 20 000 familles) de chrétiens orthodoxes des Balkans, de langue bulgare (ce sont les ancêtres des Bulgares de Bessarabie, aujourd’hui ukrainiens ou moldaves) ou turque (ce sont les ancêtres des Gagaouzes, aujourd’hui moldaves ou ukrainiens)[6] : depuis lors, il y a donc aussi des Tatars Nogay et de Crimée en Dobrogée ;
- après la guerre russo-turque de 1877-1878, des Circassiens musulmans du Caucase chassés par l’avance russe s’installent également en Dobrogée ;
- dans la dernière décennie du XXe siècle plusieurs dizaines de milliers d’Arabes du Moyen-Orient viennent s’installer en Roumanie pour ouvrir des commerces ou faire des affaires ;
- dans la première décennie du XXIe siècle, plusieurs milliers de Turcs de Turquie, souvent descendants de Turcs dobrogéens qui avaient fui le pays durant la dictature communiste, viennent s’installer dans la région pour ouvrir des commerces ou mettre en valeur des terres.

Après la Première Guerre mondiale, le gouvernement de Ion Brătianu a accordé le maintien des droits civiques aux non-chrétiens. Après la Seconde Guerre mondiale, la communauté musulmane, comme les autres confessions de Roumanie, a été sujette à la répression de l’État sous la gouvernance communiste, officiellement était athée. Les écoles turques et tatares ont été fermées en 1957, le séminaire musulman de Medgidia qui formait les cadres religieux a été fermé en 1967, les publications musulmanes et le pèlerinage à La Mecque ont été interdits. Les libertés ont été rétablies, les écoles et le séminaire rouverts après la Libération de 1989.
Les Tatars criméens et Nogay sont surtout présents dans le județ de Tulcea, principalement dans les villes de Isaccea et de Babadag. Une partie des Tatars ont quitté la région après la guerre russo-turque de 1877-1878.
Aujourd’hui, 85 % des musulmans d’origine turque et tatare vivent en Dobrogée où ils formant 6 % de la population totale. Ils sont représentés au Parlement par l’« Union démocratique des Tatars turco-musulmans de Roumanie ». Le centre culturel de l’islam de Roumanie reste la ville de Constanța mais c’est dans la ville de Mangalia que se trouve l’une des plus grandes mosquées de Roumanie, construite en 1525.
Le patrimoine historique et culturel des musulmans de Roumanie est renommé sur plusieurs plans :
- à Medgidia, la mosquée « Abdülmecit Cami » (du nom du 101e et dernier Calife) est un monument historique classé, de même que celle d’« Esmahan Sultan Cami » de Mangalia, la plus ancienne du pays, construite en 1456, trois ans seulement après la chute de Constantinople ;
- à Constanța, on montre dans la vieille ville l’ancienne mosquée ottomane « Hünkiyâr Cami » proche de l’ancienne synagogue ;
- musique, cuisine, tissage de kilims et élevage de chevaux de race sont également des activités liées au patrimoine culturel de la communauté et font l’objet de festivals réguliers.

La communauté musulmane de Roumanie est à l’origine de la fondation de deux villes : Babadag et Medgidia, où elle reste très présente.
En 2015, un projet de construction d'une mosquée à Bucarest cause une importante polémique dans le pays. Le projet est finalement arrêté en 2018 pour cause de manque d'argent car le principal bailleur de fonds, le gouvernement turc, a décidé de se retirer. 

## Référence et notes
- (en) Cet article est partiellement ou en totalité issu de l’article de Wikipédia en anglais intitulé « Islam in Romania » (voir la liste des auteurs).

1. 1 2  (ro) « Tab13. Populaţia stabilă după religie – judeţe, municipii, oraşe, comune », sur Institutul Național de Statistică din România (consulté le 2 septembre 2015)
2. ↑  François-Paul Blanc, Le droit musulman, Dalloz, 2e édition, 2007, 128 p.
3. ↑  (ro) « Tab14. Populaţia stabilă după etnie şi religie –  categorii de localităţi », sur Institutul Național de Statistică din România (consulté le 2 septembre 2015)
4. ↑  Les Onoghoures, Khazars, Petchénègues et Coumans venus auparavant étaient turcophones, mais non musulmans.
5. ↑  À ce moment, les Russes étendent le nom de « Bessarabie » à toute la Moldavie orientale, y compris la partie qui n'était pas ottomane.
6. ↑  Georg Wilhelm von Valentini, Traité sur la guerre contre les Turcs. Tr. par L. Blesson, 1830 (lire en ligne)
7. ↑  Selon Victor Frunză : Histoire du communisme en Roumanie, éd. EVF, Bucarest, 472 p.,  (ISBN 978-973-9120-50-0), l’État communiste était athée, mais non laïque, car il rémunérait les membres des clergés encore autorisés à exercer, exigeant en échange qu’ils informent régulièrement la Securitate de leurs activités et de la vie de la paroisse.
8. ↑  « Un projet de mosquée à Bucarest divise le pays », Le Monde,‎ 6 août 2015 (lire en ligne, consulté le 20 juin 2025)
9. ↑  « Les musulmans de Roumanie annulent le projet de Grande mosquée à Bucarest », sur Le Courrier des Balkans, 20 juillet 2018 (consulté le 20 juin 2025)